# 聖若望堂 (榮昌)
聖若望堂，俗稱榮昌天主堂或昌元天主堂，是位於重慶市榮昌縣昌元鎮西大街84號的天主教堂，奉聖若望宗徒為主保，屬天主教重慶總教區。該堂建築年代為1915年，2009年12月15日列為第二批重慶市文物保護單位。

## 概述
聖若望堂最初建於1840年，1898年爆發大足教案，教堂被毀。現存教堂由范諾神父設計建造，1915年落成，建築風格融合哥德復興式和羅曼復興式，為原榮昌縣內最高的建築之一。教堂坐西朝東，在縣城內任何角度都能望見。教堂佔地4,700多平方米，由六個部份組成——經堂、鐘樓、神父樓、榮天樓、辦公樓、教會學堂。鐘樓原高80米，1986年5月20日被大風侵襲後僅餘50米。教堂立面三角楣飾上留有巴黎外方傳教會原名縮寫。

## 外部連結
- .   [2024-10-06]. （原始内容存档于2024-10-07）.
- .   [2024-10-06]. （原始内容存档于2024-10-07）.